# Megavolley 2020-2021
Questa voce raccoglie le informazioni riguardanti la Megavolley nelle competizioni ufficiali della stagione 2020-2021.

## Organigramma societario
Area direttiva
- Presidente: Ivano Angeli

Area tecnica
- Allenatore: Fabio Bonafede
- Allenatore in seconda: Giacomo Passeri

## Rosa
| N° | Nome             | Ruolo | Data di nascita   | Squadra     |
| -- | ---------------- | ----- | ----------------- | ----------- |
| 1  | Giulia Bresciani | L     | 27 settembre 1992 | Italia      |
| 2  | Lucia Bacchi     | S     | 4 gennaio 1981    | Italia      |
| 3  | Rachael Kramer   | C     | 15 marzo 1998     | Stati Uniti |
| 4  | Chiara Costagli  | S     | 17 luglio 1998    | Italia      |
| 5  | Martina Balboni  | P     | 29 gennaio 1991   | Italia      |
| 6  | Laura Saccomani  | S     | 8 ottobre 1991    | Italia      |
| 7  | Alice Stafoggia  | S     | 30 marzo 2002     | Italia      |
| 8  | Alessandra Colzi | C     | 1º maggio 1997    | Italia      |
| 10 | Alice Pamio      | S     | 15 gennaio 1998   | Italia      |
| 11 | Ilaria Durante   | P     | 11 maggio 2003    | Italia      |
| 12 | Silvia Bertaiola | C     | 28 febbraio 1993  | Italia      |
| 14 | Elena Ricci      | C     | 11 novembre 1998  | Italia      |
| 16 | Barbara Đapić    | O     | 1º marzo 1995     | Croazia     |

## Risultati

### Serie A2

#### Girone di andata
| 1ª giornata - 19 settembre 2020 PalaScoppa, Soverato        | Soverato        | 1 - 3 | Megavolley           | 25-20, 19-25, 12-25, 20-25        |
| 2ª giornata - 27 settembre 2020 PalaDionigi, Vallefoglia    | Megavolley      | 3 - 0 | Montecchio Maggiore  | 25-21, 25-23, 25-23               |
| 3ª giornata - 4 ottobre 2020 PalaCesari, Cutrofiano         | Cutrofiano      | 3 - 0 | Megavolley           | 25-22, 25-18, 25-22               |
| 4ª giornata - 11 ottobre 2020 PalaDionigi, Vallefoglia      | Megavolley      | 3 - 2 | Libertas Martignacco | 25-18, 23-25, 22-25, 25-22, 15-9  |
| 5ª giornata - 14 ottobre 2020 PalaCosta, Ravenna            | Olimpia Teodora | 0 - 3 | Megavolley           | 22-25, 16-25, 15-25               |
| 7ª giornata - 25 ottobre 2020 PalaDionigi, Vallefoglia      | Megavolley      | 3 - 1 | Adolfo Consolini     | 25-20, 25-22, 22-25, 25-20        |
| 8ª giornata - 1º novembre 2020 PalaDionigi, Vallefoglia     | Megavolley      | 1 - 3 | Helvia Recina        | 25-19, 16-25, 22-25, 26-28        |
| 9ª giornata - 8 novembre 2020 Palestra comunale, Talmassons | Talmassons      | 2 - 3 | Megavolley           | 21-25, 29-27, 20-25, 25-22, 12-15 |

#### Girone di ritorno
| 10ª giornata - 15 novembre 2020 PalaDionigi, Vallefoglia                          | Megavolley           | 2 - 3 | Soverato        | 23-25, 25-21, 25-20, 20-25, 9-15  |
| 11ª giornata - 22 novembre 2020 PalaCollodi, Montecchio Maggiore                  | Montecchio Maggiore  | 0 - 3 | Megavolley      | 18-25, 9-25, 23-25                |
| 12ª giornata - 29 novembre 2020 PalaDionigi, Vallefoglia                          | Megavolley           | 3 - 1 | Cutrofiano      | 25-18, 25-20, 21-25, 25-20        |
| 13ª giornata - 5 dicembre 2020 Palazzetto dello sport, Martignacco                | Libertas Martignacco | 1 - 3 | Megavolley      | 25-23, 18-25, 21-25, 23-25        |
| 14ª giornata - 10 gennaio 2021 PalaDionigi, Vallefoglia                           | Megavolley           | 3 - 1 | Olimpia Teodora | 25-22, 25-21, 21-25, 25-22        |
| 16ª giornata - 20 dicembre 2020 Palazzetto dello Sport, San Giovanni in Marignano | Adolfo Consolini     | 1 - 3 | Megavolley      | 21-25, 25-20, 18-25, 22-25        |
| 17ª giornata - 17 gennaio 2021 PalaFontescodella, Macerata                        | Helvia Recina        | 3 - 2 | Megavolley      | 19-25, 25-20, 17-25, 27-25, 15-10 |
| 18ª giornata - 24 gennaio 2021 PalaDionigi, Vallefoglia                           | Megavolley           | 3 - 0 | Talmassons      | 25-14, 25-18, 25-19               |

### Pool promozione

#### Girone di andata
| 1ª giornata - 28 febbraio 2021 PalaDionigi, Vallefoglia            | Megavolley       | 3 - 0 | Mondovì    | 28-26, 25-17, 25-19               |
| 2ª giornata - 7 marzo 2021 Palestra Santissima Consolata, Sassuolo | Academy Sassuolo | 3 - 1 | Megavolley | 25-18, 23-25, 25-21, 25-17        |
| 3ª giornata - 2 maggio 2021 PalaDionigi, Vallefoglia               | Megavolley       | 2 - 3 | Marsala    | 25-23, 25-13, 26-28, 17-25, 10-15 |
| 4ª giornata - 14 aprile 2021 PalaFonte, Roma                       | Roma Club        | 3 - 0 | Megavolley | 27-25, 25-17, 25-20               |
| 5ª giornata - 21 aprile 2021 PalaDionigi, Vallefoglia              | Megavolley       | 3 - 2 | Pinerolo   | 25-19, 25-18, 28-30, 25-27, 15-3  |

#### Girone di ritorno
| 6ª giornata - 28 aprile 2021 PalaManera, Mondovì               | Mondovì    | 3 - 2 | Megavolley       | 20-25, 19-25, 25-14, 25-18, 15-10 |
| 7ª giornata - 7 aprile 2021 PalaDionigi, Vallefoglia           | Megavolley | 3 - 0 | Academy Sassuolo | 25-17, 25-21, 30-28               |
| 8ª giornata - 10 aprile 2021 PalaBellina, Marsala              | Marsala    | 3 - 1 | Megavolley       | 25-21, 25-21, 29-31, 25-23        |
| 9ª giornata - 18 aprile 2021 PalaDionigi, Vallefoglia          | Megavolley | 3 - 0 | Roma Club        | 25-20, 25-15, 25-15               |
| 10ª giornata - 25 aprile 2021 Palazzetto dello sport, Pinerolo | Pinerolo   | 3 - 2 | Megavolley       | 25-20, 25-22, 23-25, 17-25, 15-10 |

#### Play-off promozione
| Quarti di finale (gara 1) - 12 maggio 2021 PalaScoppa, Soverato     | Soverato         | 1 - 3 | Megavolley       | 17-25, 19-25, 25-16, 23-25        |
| Quarti di finale (gara 2) - 16 maggio 2021 PalaDionigi, Vallefoglia | Megavolley       | 3 - 2 | Soverato         | 25-21, 17-25, 25-20, 19-25, 15-13 |
| Semifinali (gara 1) - 19 maggio 2021 Palestra Consolata, Sassuolo   | Academy Sassuolo | 3 - 1 | Megavolley       | 27-25, 25-18, 20-25, 27-25        |
| Semifinali (gara 2) - 22 maggio 2021 PalaDionigi, Vallefoglia       | Megavolley       | 3 - 1 | Academy Sassuolo | 25-19, 23-25, 25-18, 25-20        |
| Semifinali (gara 3) - 23 maggio 2021 PalaDionigi, Vallefoglia       | Megavolley       | 3 - 0 | Academy Sassuolo | 25-23, 25-22, 25-21               |
| Finale (gara 1) - 26 maggio 2021 Palazzetto dello sport, Pinerolo   | Pinerolo         | 1 - 3 | Megavolley       | 28-26, 16-25, 19-25, 22-25        |
| Finale (gara 2) - 29 maggio 2021 PalaDionigi, Vallefoglia           | Megavolley       | 3 - 1 | Pinerolo         | 25-27, 25-19, 27-25, 25-18        |

### Coppa Italia di Serie A2
| Quarti di finale - 4 marzo 2021 PalaDionigi, Vallefoglia | Megavolley | 3 - 2 | Marsala       | 20-25, 15-25, 25-21, 25-23, 16-14 |
| Semifinali - 11 marzo 2021 PalaDionigi, Vallefoglia      | Megavolley | -     | Helvia Recina | annullata                         |